# کنفرانس دائمی اروپایی برای مطالعه چشم‌انداز روستایی
کنفرانس دائمی اروپایی برای مطالعه چشم‌انداز روستایی (به انگلیسی: Permanent European Conference for the Study of the Rural (PECSRL)) یک شبکه بین‌المللی از پژوهشگران چشم‌انداز است که علاقه آنها به گذشته، حال و آینده چشم‌انداز اروپایی است و به عنوان یک پلتفرم بین‌المللی برای ابتکارها، جلسات و انتشارات جدید در اروپا عمل می‌کند. چشم‌انداز روستایی هر دو سال یک بار در یک کشور اروپایی مختلف برای سخنرانی، بحث، کارگروه و گشت و گذار در طبیعت گرد هم می‌آید. چندین گروه کاری دارد که بر مشکلات واقعی در مدیریت چشم‌انداز اروپایی و پژوهش‌های چشم‌انداز تمرکز دارند. مفهوم یکپارچه PECSRL گذشته، حال و آینده چشم‌انداز اروپایی است که به پژوهش‌های چشم‌انداز و همچنین سیاست و مدیریت چشم‌انداز مربوط می‌شود.